# 家族娯楽館
『家族娯楽館』（かぞくごらくかん、朝: 가족오락관）は、韓国放送公社で1984年から2009年まで放映されたテレビ番組。放送初期には30%以上の視聴率を記録し、2000年代初めまでは10%以上の視聴率を維持してきた。しかし、2000年代半ばから中高年向け番組として変貌し、20代以下の支持を失い視聴率が激減し、2009年4月18日の放送を最後に放送終了した。

## 進行
参加者は「男性組」と「女性組」（一部の回は例外）で編成され、ミニゲームを通じて競争する。回ごとに様々なゲームが与えられ、ゲームを通じてより多くのスコアを獲得した組が勝利する。
2003年5月31日（第947回）までは4対4の対決が基本体制であり、5対5の対決は特別エピソードに限られていた。2003年6月7日（第948回）からは、5対5対決が基本体制になった。

## 主なゲーム
爆弾ゲーム
「出発！40秒攻防戦」、「言葉気をつけて！爆発！」、「爆弾宣言60秒」等の爆弾ゲームが行われ、負けると爆弾が爆発する。
スピードゲーム
制限時間の間、一の組員が問題を説明して、他の組員が問題を当てるゲーム。一部の回では紙幣を数えること、振動ベルト等のルールも適用された。
カラオケ
与えられたヒントを見て、 歌のタイトルを当てて、その歌を歌うゲーム。途中で間違えた場合、相手組にチャンスが移る。一部の回では、指定された機会の間に指定された曲に挑戦するルールも適用された。この場合、途中で間違えたり、「ハズレ」が出たら挑戦終了。
「静寂の中の叫び」（朝: 고요 속의 외침）
制限時間の間、非常に大きな音のするヘッドホンをつけて、隣の組員が言った言葉を伝えるゲーム。
「四人で一心」（朝: 넷이서 한마음、1999–2003年） → 「クイズ五人五答え」（朝: 퀴즈 5인 5답、2003–2009年）
組員が階段のセットに立って問題を解くゲーム。問題は多答型で出題され、ブザーを先に押した組に優先権が与えられる。言った答えが間違ったり、重複したり、例文に出ていた場合、または制限時間を超えると相手組にチャンスが移る。
「家門の王足」（朝: 가문의 왕발）
OXクイズの問題を聞いて、正解だと思う方に駆け上がるゲーム。必ず片側に一組の全員が含まれなければならず、片側に両組の組員が混ざっていることはできない。正解が公開されると、間違ったほうに王足が落ちる。

## 歴代の司会者
男女1人ずつ、計2人の司会者が進行を担当した。男性司会者のホ・チャムは、すべての回を固定で担当し、計21人の女性司会者と共に進行した。